# Cantón de Entraygues-sur-Truyère
El cantón de Entraygues-sur-Truyère era una división administrativa francesa, que estaba situada en el departamento de Aveyron y la región de Mediodía-Pirineos.

## Composición
El cantón estaba formado por cinco comunas:
- Entraygues-sur-Truyère
- Espeyrac
- Golinhac
- Le Fel
- Saint-Hippolyte

## Supresión del cantón de Entraygues-sur-Truyère
En aplicación del Decreto nº 2014-205 de 21 de febrero de 2014, el cantón de Entraygues-sur-Truyère fue suprimido el 22 de marzo de 2015 y sus 5 comunas pasaron a formar parte del nuevo cantón de Lot y Truyère.